# Alcaldía mayor de San Salvador
La alcaldía mayor de San Salvador fue una división administrativa del Imperio español que fue creada en 1578 dentro de la Capitanía General de Guatemala, y que cubría originalmente la provincia de: San Salvador -que surge de la conquista del Señorío de Cuzcatlán y abarcaba para ese entonces el departamento de Santa Ana y gran parte de la zona central del actual territorio de El Salvador-, y luego se le añadirían la provincia de San Miguel -que cubría la zona oriental salvadoreña-, y la provincia de Jérez de la Choluteca -conformada por el territorio de los actuales departamentos hondureños de Valle y Choluteca- (cada una de dichas provincias administrada por su respectivo par de alcaldes ordinarios; la provincia de Jérez de Choluteca pasaría a formar parte de la alcaldía mayor de Tegucigalpa en el siglo XVII), y que existiría hasta 1786 cuando por las reformas borbónicas fue creada la intendencia de San Salvador.
Su capital estuvo siempre en San Salvador, localidad española fundada en 1525, refundada en 1528 (en el Valle de La Bermuda cerca de Suchitoto, en ambos casos de fundación con la categoría de villa) y trasladada a su sitio actual en el valle de Las Hamacas en 1545 y que le fue otorgada el rango de ciudad en 1546 por el monarca español Carlos I de España.

## Historia
Para el período anterior a la formación de la alcaldía mayor véase: Provincia de San Salvador (1528-1578)
El 22 de abril de 1577 el rey Felipe II envió al presidente-gobernador y a los oidores de la real audiencia guatemalteca una carta en la cual -y entre otras cosas- menciona que:

(VI) . —Dezis que entre los lugares que el año de setenta y cinco visitastes vos el licenciado Palacios viste la ciudad de San Salvador y su término y de la villa de San Miguel y que parece que para que los yndios de aquellas ciudad no se consuman y sean anparados y defendidos en justicia y se estorven las estorsiones y molestias que suelen recibir, conviene proveer justicia Mayor en sus términos. Visto lo demás que referís y las causas susodichas, pues os parece que esto es tan ymportante, vos el nuestro Presidente proveereys persona qual convenga y con moderado salario para que sea Justicia Mayor en los dichos pueblos, y todos ternéis quenta de nos avisar como subcede. De Madrid, a veynte y dos de abrill de mill y quinientos y setenta y siete años. Yo el Rey. Refrendada de Antonio de Eraso y señalada de los licenciados Otalora, Espadero, Zúñiga, Lopez y el doctor Santillán.

Por la cual se le otorga a la provincia de San Salvador el poder contar con un justicia mayor (es decir un alto funcionario judicial encargado de velar por la situación del territorio, dichos gobernantes deberían ser nombrados por la real audiencia por lo que solo recibirían el título de justicia mayor (y por lo tanto serían gobernantes interinos), ya que solo el monarca podía otorgar el título de alcalde mayor); sin embargo, sería a principios de 1578 cuando la Real Audiencia de Guatemala diese por cumplido lo ordenado y nombre a un justicia mayor, siendo el primero Diego Galán quién por lo tanto ocuparía dicho cargo de forma interina.

### Alcaldía mayor de la provincia de San Salvador
El 19 de abril de 1579, Diego Galán recibió una carta de fray Juan de Frías en la que se le daba aviso que se había avistado en las costas del golfo de Fonseca el barco Golden Hind capitaneado por el corsario inglés sir Francis Drake, que aunque nunca llegó a tocar tierra (probablemente solo de forma discreta en dicho golfo) alarmó en gran manera a las autoridades españolas, por lo que se dispuso una gran concentración de tropas enviadas por varios encomenderos -tanto aquellos que residían de Santiago de Guatemala como los de San Salvador- en el puerto de Acajutla de la Alcaldía Mayor de Sonsonate, a la vez que se armaron pequeños barcos en dicho puerto para perseguirlo; sin embargo todo ello fue en vano ya que Drake nunca desembarcó en territorio del reino guatemalteco.
Diego Galán ejercería el cargo hasta 1580 cuando la real audiencia guatemalteca nombró -también de forma interina- a Juan Cisneros de Reynosa, el cual dio una importante contribución para la finalización de la reconstrucción de la ciudad de San Salvador, que había sido grandemente afectada por el terremoto del 23 de mayo de 1576 y que todavía no se había repuesto por completo.
El 24 de abril de 1580 el monarca español nombró a Alonso de Nava como alcalde mayor -siendo el primer gobernante de la provincia en ser designado por el rey-, el cual era de Sevilla y tuvo que realizar el viaje al continente americano (de ahí en adelante los alcaldes mayores propiamente dichos serán hombres nacidos en España -y que por lo tanto tendrán que realizar el viaje de España a América luego de su nombramiento-, y que serán escogidos por el monarca español a través de las recomendaciones del Real Consejo de Indias), tomando posesión de la alcaldía mayor en el año de 1581.
Para la década de 1580s el cacao todavía era uno de los productos que más beneficios aportaba a la economía de está alcaldía mayor. Mientras que el cultivo y producción de añil estaba paulatinamente perfilándose como producto de gran porvenir en el ámbito económico.
Durante el mandato de Alonso de Nava, él fue víctima de un atentado del que salió ileso, y su hechor fue posteriormente el 9 de diciembre de 1585 sentenciado por la real audiencia guatemalteca con una multa de 1000 ducados y servicio de galera; por otro lado, se quejó ante el rey que los indígenas y africanos de la alcaldía mayor eran maltratados y explotadas debido al surgimientos de castas que tenían más privilegios que los indígenas; a pesar de ello no era un defensor de los indígenas ya que fue depuesto por violencia y abusos contra dicha población. Sin embargo, fue depuesto por violencia y abusos contra los indígenas, según lo dicho por el libro I de capítulos provinciales de la Orden de San Francisco.

### Alcaldía mayor de las provincias de San Salvador, San Miguel y Jérez de Choluteca

#### Gobierno de Lucas Pinto y Diego de Paz
En 1586 el monarca español nombró al capitán Lucas Pinto como alcalde mayor, en dicho nombramiento se menciona que su jurisdicción incluiría la provincia de San Miguel (la zona oriental de El Salvador) y la provincia de Jérez de la Choluteca (formada por los actuales departamentos hondureños de Valle y Choluteca); por lo que a partir de entonces esas dos provincias pasarán a formar parte del territorio de la alcaldía mayor, asimismo sus gobernantes ejercerían con el título de "Alcalde mayor de las provincias de San Salvador, San Miguel y Jérez de la Choluteca".
En el año de 1587 se vieron en las costas del golfo de Fonseca las embarcaciones de Desire, Contente y Gerge capitaneadas por el corsario inglés Thomas Cavendish, el cual fue confundido por las autoridades españoles con Francis Drake, por lo que se volvió a levantar la voz de alarma y se volvió a concentrar un gran número de tropas en el puerto de Acajutla de la alcaldía mayor sonsonateca, por lo que el capitán Lucas Pinto se trasladó a dicho puerto con su sobrino Baltazar Pinto de Amberes -junto con una tropa compuesta por peninsulares, criollos, indígenas, mulatos y africanos llevados desde las haciendas del valle del río Jiboa y de las poblaciones de Apastepeque, Tecoluca y Zacatecoluca-, además se trasladaron a dicha zona hombres de Santiago de Guatemala e indígenas flecheros; pero nuevamente tal esfuerzo fue en vano ya que Cavendish nunca desembarcó.
En 1588 falleció el capitán Lucas Pinto, por lo que el 5 de noviembre de ese año se emite una real cédula en la cual se faculta a Diego de Paz y Quiñones para que completase el tiempo que le quedaba a Lucas Pinto (con la mitad del salario que devengaba el difunto alcalde mayor), en dicha real cédula también se le ordena que al llegar a la ciudad de San Salvador se presentase ante el cabildo de la ciudad para que le hiciesen juramento de toma de posesión previo depósito de la fianza (que era de rigor para el juicio de residencia al final de su período, a todos los altos funcionarios -luego de finalizar su mandato- se les enviaba a dicho juicio en donde se ventilaban casos de su gestión con la presencia de testigos, tras lo cual si se le reconocía culpabilidad en algún cargo por lo general se les imponía una multa; dicho juicio era llevado a cabo por su sucesor o por un juez de residencia nombrado por la real audiencia guatemalteca, siendo lo último lo que paulatinamente sería lo usual), asimismo se le concedía poder nombrar lugarteniente, así como se le facultaba conocer todos los pleitos y causas ya sean civiles como criminales, y también velar por el buen tratamiento de los indígenas por los encomenderos, por lo para llevar a cabo dichas tareas se le ordenaba visitar el territorio de su jurisdicción; todos esos mandatos se les asignaría también a todos los alcaldes mayores posteriores.

#### Sucesos y alcaldes mayores de finales delsigloXVI
En 1590 -tras el término del período asignado a Diego de Paz- el presidente-gobernador y capitán general de Guatemala Pedro Mallen de Rueda designó como alcalde mayor a Pedro Girón de Alvarado. En ese mismo año, el cabildo de la ciudad de San Miguel recibió en el puerto y pueblo de Amapala (actual caserío Pueblo Viejo del cantón Agua Escondida en el municipio de La Unión) al ingeniero militar Juan Bautista Antonelli, el cual fue enviado por la Corona española para estudiar la posibilidad de hacer una conexión entre los océanos Pacífico y Atlántico, y planificar la manera de realizarlo. Luego de estudiar con detenimiento el golfo de Fonseca, Antonelli -en informado dado en La Habana (gobernación de Cuba) el 7 de octubre de 1590- concluiría que la única entrada para barcos de gran tamaño sería el canal profundo -que pasa entre las islas de Conchagua (actualmente Conchagüita) y Meanguera, y luego entre la isla de Mazatépetl (actual Zacatillo) y punta Amapala (la actual punta Chiquirín), pasa enfrente del puerto de Amapala y el embarcadero de la Concepción (ubicado aproximadamente donde hoy está la ciudad de La Unión) y termina en la entrada del estero La Manzanilla (actualmente bahía de La Unión)-, también planearía la construcción de dos fuertes militares (precisamente en la isla de Mazatepet, y la punta Amapala), la fundación de un nuevo puerto arriba del estero La Manzanilla, y entre dicho puerto y puerto Caballos (en la costa atlántica de la gobernación de Honduras) planeaba ubicar varios criaderos de mulas (ya que los cargamentos serían trasladado hacia Puerto Caballos a lomo de mulas) junto con asentamientos de africanos y familias españolas. A pesar de lo prometedor que era dicha construcción para el intercambio comercial interoceánico, la Corona española rechazó y canceló dicha iniciativa debido a lo costoso que suponía realizarlo. Por otro lado Pedro Girón de Alvarado continuaría en el mando hasta 1593, siendo nombrado en su lugar al juez de residencia Luis de Fuentes y de la Cerda para que residenciara a Pedro Girón siendo alcalde mayor hasta el siguiente año.
En 1594 llegó como alcalde mayor Martín de Vega y Aceituno, durante su gestión el jueves 20 de abril de 1594 se produjo un fuerte sismo que produjo varios daños a la ciudad de San Salvador; el 1 de julio de 1594 en cabildo abierto celebrado en el ayuntamiento en la casa del alcalde mayor se dictaminó que fray Luis Caballero para que con limosnas construyese la iglesia y el convento de la orden mercedaria; a principios de 1595 -por razones desconocidas- el alcalde mayor dejó el cargo y volvió a España, por lo que Pedro Bermúdez -alcalde ordinario de primer voto de San Salvador- se hizo cargo de la administración de la alcaldía mayor hasta la llegada del nuevo alcalde mayor designado por el monarca español.
En el año de 1596 el rey Felipe II le concede el cargo de alcalde mayor a Francisco Osorio y Ávalos, el cual sería el último en ejercer jurisdicción sobre la provincia de Jérez de la Choluteca (la cual estaba compuesta por los partidos de Choluteca y Nacaome), debido a que por un lado se separó el partido de Choluteca de la alcaldía mayor salvadoreña y se lo unió a la alcaldía mayor de Tegucigalpa, mientras que el partido de Nacaome se lo unió a la provincia de San Miguel permaneciendo por lo tanto unida a la alcaldía mayor salvadoreña; Francisco Osorio ejercería el cargo hasta el año de 1602.

### Alcaldía mayor de las provincias de San Salvador y San Miguel
El 2 de marzo de 1602 se le concede el título de alcalde mayor a Juan Guiral de Mencis, a partir de él -y debido al auge de la piratería y la necesidad de tener buenas fuerzas militares para hacerle frente- todos los alcaldes mayores procederían de los Reales ejércitos y por lo tanto serían diestros en el arte de la guerra, por lo que se les conoce como alcaldes mayores de capa y espada; asimismo, en su nombramiento se mandaba a los alcaldes ordinarios que se le tomara juramento de toma de posesión con la solemnidad debida e inmediatamente comenzáze a ejercer el cargo.
En el año de 1607 -y en sustitución de Juan Guiral de Mencis quien había llegado al término del período de 5 años que le fuese asignado- fue nombrado Andrés Dorantes de Laguna, el cual era una persona muy influyente en la corte española tanto que el 22 de diciembre de ese año el rey Felipe III ordenó a la real audiencia guatemalteca que no enviaran jueces de comisión por asuntos de poca monta a la alcaldía mayor en los 5 años en que Andrés Dorantes de Laguna desempeñaría el cargo.

#### Gobierno y destitución de Pedro Farfán de los Godos
En el año de 1614 tomó posesión del cargo Pedro Farfán de los Godos, durante su mandato se empezó a sentir los efectos de la prohibición del comercio entre el virreinato de Nueva España (donde se encontraba está alcaldía mayor) y el virreinato del Perú. Está alcaldía mayor no contaba con un puerto dedicado al comercio, solo con el puerto de Nuestra Señora de las Nieves que servía para la entrada y salida de personas, todo el comercio era realizado a través del puerto de Acajutla en la alcaldía mayor de Sonsonate; pero debido a dicha prohibición y a la poca afluencia de personas en dicho puerto (como resultado de esas medidas), se debió enviar los productos a los puertos del reino de Nueva España (en donde ejercía jurisdicción la Real Audiencia de México) y comerciar con España a través del puerto de Veracruz.
A principios de mayor de 1615 -según informe de la real audiencia guatemalteca al rey del 18 de mayo de ese año-, debido al avistamiento de barcos piratas en el golfo de Fonseca, el alcalde ordinario de San Miguel Juan García Serrano -en calidad de capitán de infantería- reunió un contingente de 130 españoles, 300 indios flecheros, y 150 afrodescendientes, mulatos y mestizos, para defender el pueblo y puerto de Amapala. Dicho contingente permanecería en ese pueblo entre 30 a 40 días, sin desatarse en ningún momento algún enfrentamiento.
En 1619 el alcalde mayor Pedro Farfán de los Godos -debido a ser acusado de ofensas contra la iglesia y los indígenas, y a no poder pagar la fianza de 2000 tostones impuesta en su condenación por dichas acusaciones- fue arrestado y puesto en prisión en la cárcel de la corte de pedimentos de la ciudad de Santiago de Guatemala, debido a su estado se le permitió guardar prisión en su residencia en Santiago, el 12 de diciembre de 1619 el monarca español ordenaba a que todo alcalde mayor que se le hubiese probado culpabilidad de algún delito fuese destituido (sin esperar a sumar los cargos en el juicio de residencia), Pedro Farfán de los Godos permanecería en prisión hasta el año de 1621 cuando fue exonerado de sus cargos. En esos años, de 1619 hasta la llegada del siguiente alcalde mayor en 1620, y cada vez que el puesto de alcalde mayor quedaba vacante era el alcalde ordinario de primer voto de la ciudad de San Salvador quién se hacía cargo del gobierno.

#### Gobierno de Pedro de Aguilar Lasso de la Vega
En 1620 fue nombrado como alcalde mayor el capitán y caballero de la orden de Calatrava Pedro de Aguilar Lazo de la Vega, él cual fue el primero en tener además el título de teniente de capitán general (título conferido por el presidente-gobernador y capitán general guatemalteco que le otorgaba a su poseedor el mandó del ejército de su jurisdicción; en el año de 1611 en el nombramiento de Antonio Peraza de Ayala Castilla y Rojas conde de la Gomera como presidente-gobernador y capitán general de la real audiencia de Guatemala se dispuso que tanto él como sus sucesores podían conferir el título de teniente de alcalde mayor).
En 1620 un grupo de bucaneros franceses conformado por 9 navíos y 2 lanchas buscaron desembarcar en las costas del golfo de Fonseca, por lo que el cabildo de San Miguel envió un contingente al mando del capitán Pedro Álvarez de la Fuente, que lograría expulsar a dichos piratas del golfo. Un par de años después, un grupo de piratas holandeses tratarían de desembarcar en las playas de la desembocadura del río Jiboa, en esta ocasión el propio alcalde mayor se encargaría defender satisfactoriamente dichas playas.
Para la década de 1620s, el añil producido en esta alcaldía mayor ya tenía una considerable demanda en los diversos dominios españoles. Aunque todavía existían restricciones para el comercio con el virreinato del Perú (y se mantendrían hasta el año de 1778), no se buscaba enviar los productos a los puertos ubicados en el mar Caribe debido a los ataques piratas que sufrían los barcos y puertos de dicha costa.
Entre noviembre y diciembre de 1624 se produjo una rebelión de alrededor de 2000 esclavos afrodescendientes (según documento citado por el historiador Rodolfo Barón Castro). Para detener tal levantamiento se conformó un contingente de alrededor de 200 efectivos y 40 milicianos provenientes de Comayagua dirigidos por el alcalde mayor Pedro de Aguilar Lasso de la Vega, con lo cual se logró detener la sublevación y que los alzados fuesen ahuyentados; por lo que el capitán español Juan Ruiz de Villela los persiguió hasta cerca de la desembocadura del río Lempa -en una parte conocida como El Marquesado y el cerro homónimo- (con un ejército conformado además por un contingente de indígenas y soldados ladinos de Apastepeque y Zacatecoluca) en donde fueron finalmente derrotados y capturados para luego ser ejecutados en la ciudad de San Salvador en 1625.
En el año de 1625 -según fray Antonio Vásquez de Espinoza en su "Compendio y descripción de las Indias Occidentales"- hubo una serie de grandes temblores que provocaron graves daños en la ciudad capital y el resto de la jurisdicción; debido a ello, el 21 de noviembre de ese año el alcalde mayor Pedro de Aguilar Lasso de la Vega decidió realizar una procesión a la Virgen de la Presentación (cuya imagen, que contaba con su propia ermita, data del año de 1530); desde entonces se consideró a dicha advocación como el amparo, asilo y protección de la ciudad; asimismo, hizo votos de que la casa Aguilar celebraría cada año la fiesta de dicha advocación.

#### Sucesos y alcaldes mayores de 1626 a 1641
Entre 1626 y 1635 se sucedieron como alcaldes mayores Pedro de Torres y Toledo y el capitánEugenio de Rueda y Góngora; este último tuvo problemas con el capitán Gaspar Cantoral Ponce de León (alcalde ordinario de la ciudad de San Salvador), por lo que Francisco Castro -en nombre de dicho alcalde- envió una carta solicitando al rey el envío de un juez de comisión (con el cargo de juez receptor y alguacil) para hacer averiguaciones sobre ese problema mientras el acusado se trasladara fuera del territorio de alcaldía mayor. Sin embargo, se desconoce si se envió a un juez de comisión, por lo que Eugenio de Nueda y Góngora continuó gobernando hasta finales de 1635.
En 1635 toma posesión del cargo el cabo Juan Sarmiento de Valderrama, durante su mandato la real audiencia guatemalteca -presidida por Álvaro de Quiñones y Osorio señor de la villa y casa de Lorenzana- ordenó el 16 de junio de 1636 que los alcaldes mayores echáran de los pueblos a los españoles, mestizos, africanos y mulatos para la conservación de los indígenas (dicha orden sería cumplida a menor o mayor cabalidad), debido a ello -y al miedo a ser desalojados y quedarse sin hogar- los españoles residentes en Apastepeque, Tepetitán e Ixtepeque se trasladaron a una zona despoblada a orillas del río Acahuapa (dentro de la jurisdicción de Apastepeque), en donde el 25 de diciembre de 1636 -en presencia del alcalde mayor y bajo un frondoso árbol de Tempisque- fundaron el pueblo de San Vicente de Lorenzana (llamada así por San Vicente de Abad y por la casa de Lorenzana a la que pertenecía el presidente-gobernador; está población sería la cuarta fundada por los españoles en el actual territorio salvadoreño, después de San Salvador, San Miguel y Sonsonate), la cual obtuvo el aval de la real audiencia y a su vez permitió al presidente de la real audiencia obtener -de parte del rey Felipe IV- el título de marqués de Lorenzana.
El 14 de abril de 1641 se le facultó por real cédula al almirante Martín Duarte Fernández para que se hiciese cargo de la alcaldía mayor mientras llevaba a cabo el juicio de residencia de Juan Sarmiento de Valderrama, a su vez la real cédula mandaba que durante la gestión de Martín de Duarte no se enviasen jueces de visita o de comisión para asuntos de poca monta; sin embargo no logró finalizar el juicio de residencia de su antecesor debido a que falleció a principios de 1642, por lo que en su lugar -y con los mismos propósitos- la real audiencia guatemalteca designó a Antonio Justiniano Chavarri, el cual en el año de 1643 -debido a que la ciudad y puerto de Trujillo (en la gobernación de Honduras) era invadida por piratas holandeses- envió un contingente militar conformado por milicias voluntarias (ya que en ese entonces todavía no se contaba con un ejército entrenado) de las provincias de San Salvador y San Miguel para que socorrieren a Trujillo, en donde en conjunto con las fuerzas del gobernador hondureño Melchor Alfonso Tamayo lograron expulsar a los piratas e impidieron otro intento de invasión al siguiente año; Chavarri se mantendría en el cargo hasta la llegada del alcalde mayor nombrado por el monarca.

#### Gobiernos de Juan Martínez Téllez de los Ríos, José Portal de Artavia y Francisco de Andrade y Véjar

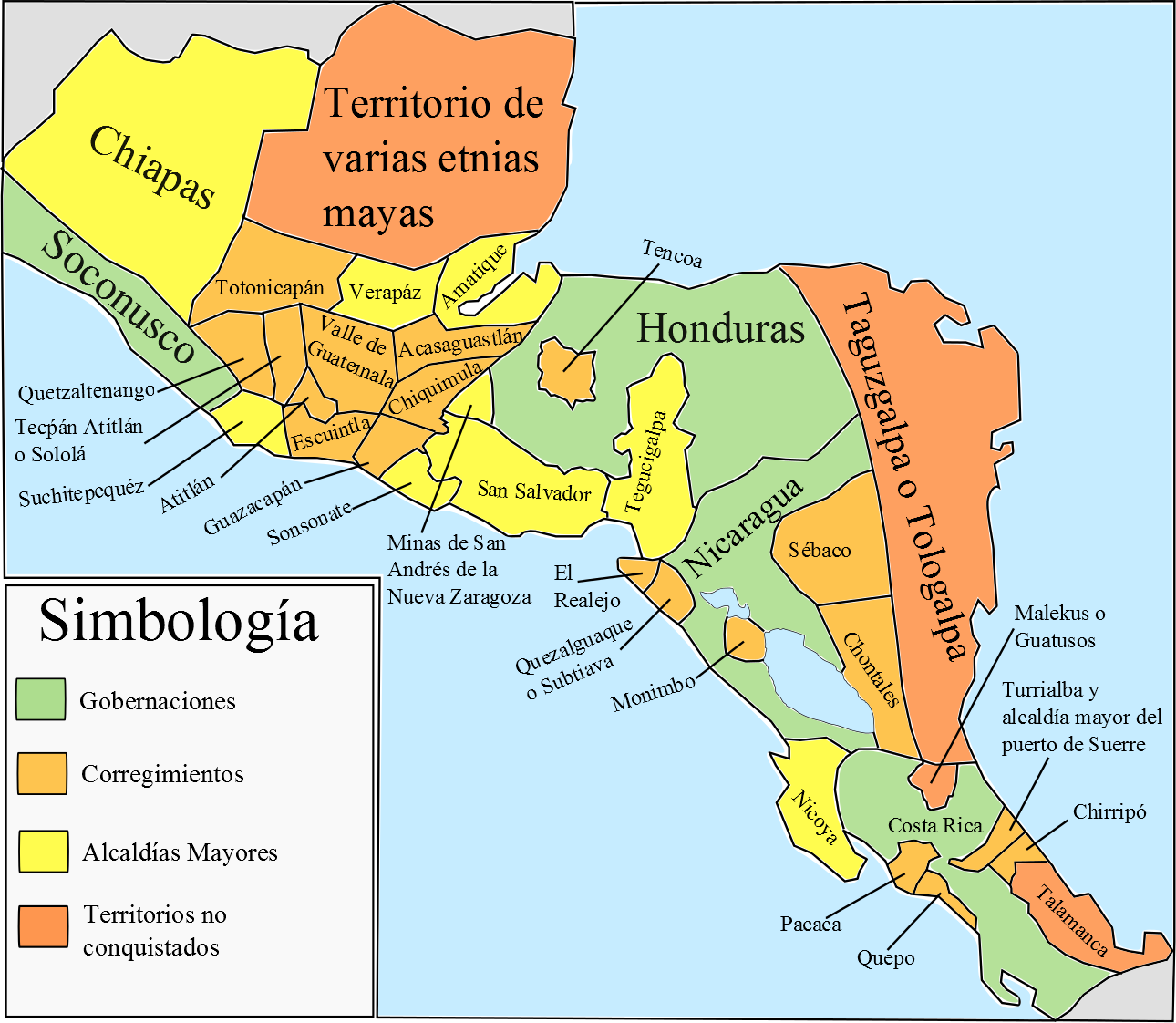
La alcaldía mayor de San Salvador y el resto de la Capitanía General de Guatemala en el año de 1650

En el año de 1647 obtuvo el puesto el capitán Juan Martínez Téllez de los Ríos, el cual había sido nombrado en 1642 pero llegó a tomar posesión hasta ese año de 1647, asimismo la real cédula mandaba a que durante su gestión la real audiencia guatemalteca tenía prohibido enviar jueces de visita o de comisión para asuntos de poca monta; el 20 de octubre de 1648 por real cédula del rey Felipe IV se ordenaba que los alcaldes mayores nombrados por el rey podían ostentar el título de teniente de capitán general si la situación así lo requería (antes de eso dicho título -y la comandancia del ejército de la jurisdicción que el título conllevaba- solo había sido llevado por los alcaldes mayores designados por la real audiencia, debido a la problemática de la piratería todos los alcaldes mayores a partir de entonces llevarían ese título);
Telles de los Ríos ejerció el cargo hasta 1652 siendo sustituido por el sargento mayor José Portal de Artavia; durante su mandato, el 15 de enero de 1654 el presbítero fray Antonio Dávila le escribió al presidente-gobernador y capitán general de Guatemala un extenso memorial sobre el mal proceder del alcalde mayor, a pesar de ello continuó ejerciendo el poder hasta 1657.
En el año de 1657 es nombrado el maestre de campo y caballero de la orden de Cristo Francisco de Andrade y Véjar, durante su gobierno el 6 de marzo de 1658 -debido a que los fundadores de San Vicente había hecho una donación de 1600 pesos al rey Felipe IV- la real audiencia guatemalteca le otorga el rango de villa (dándole a su vez el nombre San Vicente de Austrias y Lorenzana), y se le permite tener su propia cabildo -y por lo tanto también ser cabecera de su propia provincia dentro de la alcaldía mayor- con jurisdicción en él área desde el río Jiboa al río Lempa.
El 3 de noviembre de 1658 -mientras el alcalde mayor estaba visitando los obrajes de añil de su jurisdicción (en cumplimiento de la real provisión dada por la real audiencia guatemalteca el 22 de junio de ese año, para que el alcalde mayor impusiese multas a aquellos propietarios que en sus obrajes tenían como trabajadores a indígenas, debido a que estos -por lo duro del trabajo- sufrían de diversos malestares físicos; basta decir que a pesar del esfuerzo de las autoridades dicho problema continuaría presentándose durante la época colonial)- se produjo un fuerte sismo y la posterior erupción del volcán de San Salvador que destruyó varios edificios y produjo algunas muertes, por lo cual el alcalde mayor Andrade regresó de su visita a los obrajes añileros e informó lo ocurrido a la real audiencia con lo que se empezó a reconstruir la ciudad. Andrade ejercería el poder hasta 1659, siendo sustituido por el capitán Lupercio de Espes y Brizuela quien gobernó hasta 1663 cuando fue sustituido por el capitán y caballero de la orden de Santiago Pedro de Sada Valles (a quien en 1667 fray Diego Sáenz Ovecuri le dedico su célebre obra poética "La Thomasiada" que fue impresa en Santiago de Guatemala por José de Pineda Ibarra).

#### Gobiernos de Martín de Revollar y Juan de Miranda
En 1668 llega como alcalde mayor el capitán de caballos corazas Martín de Revollar; durante su gestión el 16 de agosto de 1671 se produjo nuevamente un sismo que afecto tanto la capital como sus alrededores, por lo que alcalde mayor notifico a la real audiencia guatemalteca y llevó a cabo las medidas necesarias; en esta ocasión incluso se llegó a considerar la idea de trasladar la población a otro sitio, lo que al final no se concretó; el 24 de febrero de 1672 el rey Carlos II emitió una real provisión en la cual se facultó al cabildo de la ciudad de San Salvador para que nombrara comisarios sin sueldo para que recolectasen limosna para reparar la parroquia de la ciudad; en el año de 1673 el monarca español designó al capitán Juan de Miranda para sustituir a Martín de Revollar.
En el año de 1673 el presidente-gobernador y capitán general de Guatemala Fernando Francisco de Escobedo llevó a cabo el alistamiento de la tropa del reino de Guatemala, con lo cual a partir de entonces tanto está alcaldía mayor como el resto del reino de Guatemala contaría con su propio ejército entrenado y capacitado para entrar en combate; en total la alcaldía mayor contaría con 2 compañía de caballería con un total 224 efectivos (una compañía procedente de San Vicente y la otra de San Miguel) y alrededor de 283 armas, y 9 compañías de infantería con un total de 881 efectivos (2 compañía de San Salvador, 2 de San Miguel, 1 de la villa de San Vicente, 1 del pueblo Zacatecoluca y 1 del pueblo de Santa Ana; además de una compañía de pardos -africanos, mulatos y mestizos- procedente de Santa Ana) y alrededor de 241 armas.
En 1674 el español Marcelo Flores de Mogollón descubrió depósitos de hierro en el pueblo de Metapán, este descubrimiento llevó a que paulatinamente dicha población se convirtiera en una de las principales en producción de hierro en el reino de Guatemala durante toda la época colonial. De los 8 ingenios de hierro que está alcaldía mayor llegó a tener, 7 se encontraban en Metapán (estos recibían respectivamente el nombre de San José, San Miguel, El Rosario, Santa Gertrudis, El Carmen, San Rafael y San Francisco de Paula o El Brujo), y 1 (llamado Atapasco) estaba ubicado en el pueblo de Quezaltepeque.
El 13 de febrero de 1676, el rey Carlos II por real cédula aprobó la medidas que la real audiencia guatemalteca había dictado para la restauración de San Salvador tras el terremoto de 1671, como la no autorización para el traslado de la ciudad y el haber facilitado indígenas en calidad de repartimiento para la reedificación de la ciudad. Ese mismo año de 1676 hubo un juicio sobre el remate de una porción de tinta de añil en posesión de Juan de Acevedo y que pertenecía al alcalde mayor Juan de Miranda, para de esa forma reintegrar al real fisco una determinada cantidad de dinero que el alcalde mayor tenía por deuda. En 1680 el alcalde mayor volvió a tener problemas con el real fisco, pero en esta ocasión fue procesado y destituido.

#### Piratería en la provincia de San Miguel y otros Acontecimientos de finales delsigloXVII
En sustitución de Juan de Miranda tomó posesión del cargo el capitán de caballos corazas y caballero de la orden de Santiago Diego de Gamarra y Valcárcel, quien había sido designado por el monarca español como el siguiente alcalde mayor; durante su mandato -según informe dado en 1689 por el fraile franciscano fray Francisco de Zuaza- un grupo de bucaneros o piratas franceses (probablemente dirigido por Francois Grogniet o por Raveneau de Lussan) desembarcaron en la costa cercana a Jucuarán y destruyeron dicho pueblo y las poblaciones de Ereguayquín y Mexicapa (actualmente cantón del municipio de Santa María), los habitantes supervivientes se trasladarían a poblaciones vecinas o a montañas cercanas hasta pasado el peligro, tras lo cual reconstruyeron sus poblaciones en el sitio original (a excepción de Jucuarán que fue refundado a cierta distancia de su sitio original).
En el año de 1682 llegó al puerto de Nuestra Señora de las Nieves de Amapala el presbítero Ilyas ibn Hanna al-Mawsili (sacerdote originario de la actual Siria que comulgaba en la Iglesia católica caldea, y que tenía permiso especial de la corona para visitar los territorios españoles en América), el cual observó el cultivo y producción de añil que tenía esta alcaldía mayor mientras iba en camino a Santiago de Guatemala; posteriormente tras concluir su viaje escribiría en España todas sus observaciones en el libro "Los Viajes".
En la primavera de 1682 el corsario inglés Bartolomé Sharp -proveniente de la alcaldía mayor de Sonsonate- cruza el territorio de la alcaldía mayor de San Salvador hasta estacionarse en la bahía de Hibaltica (sic: Xiribaltique, actual Jiquilisco), desde donde Sharpe y su tripulación se adentraron por el (camino real) y se dedicaron a visitar los lugares cercanos (como el puerto del capitán Morales (actualmente de El Triunfo), el estero grande (donde se fabricaban barcos pesados); las islas o penínsulas del Espíritu Santo, Palmares (en la actualidad Samuria), San Dionisio, Socarán (hoy isla San Sebastían), entre otras; y las poblaciones de Liquilisco (Jiquilisco), Araguaiquin (Ereguayquín), Osolien (Usulután) y Santa María) así como admiraron los volcanes de Tecapa (cerro Taburete) y del Silottlan (sic: Usulután, que en realidad es el ahora llamado volcán Chinameca), para finalmente visitar la ciudad de San Miguel, luego de ello partirían hacia el golfo de Fonseca en donde visitaron las islas del golfo y donde el geógrafo y navegante Basil Ringrose se dedicó a estudiar la profundidad del golfo. Luego de ello, partirían hacia Sudamérica para luego ir a Gran Bretaña. Ya en Londres Basil Ringrose registraría todo lo acontecido en su viaje con Sharp en su libro "The Dangerous Voyage And Bold Assaults of Captain Bartholomew Sharp and Others" publicado en Londres en 1684, asimismo los mapas y demás anotaciones cartográficas serían dadas al cartógrafo William Hack que con ello elaboraría mapas en acuarela. Todo ello ayudaría a la Corona inglesa a mejorar el conocimiento para planear nuevas incursiones.
En 1684 el monarca español nombra como alcalde mayor al sargento mayor Pedro Calvo del Risco. En julio de ese año los filibusteros (piratas ingleses) Edward Davis y Thomas Eaton atacaron las islas de Petronila (actual Meanguera) y Conchagua (actual Conchagüita), causando que los pueblos de Santa María Magdalena (en Meanguera), Santiago de Conchagua y Santa Ana de la Teca (estas dos ubicadas en la isla de Conchagua) fuesen abandonados y que todos su habitantes huyeran al tener aviso del ataque inminente; los pobladores de la isla de Conchagua se asentarían en las faldas del volcán de Amapala (hoy volcán de Conchagua) donde fundaron el pueblo de Santiago Conchagua y su vez fundarían un embarcadero en tierras de la hacienda Sirama (el cual a finales del siglo XVIII se convertiría en el puerto y pueblo de San Carlos La Unión), mientras que los habitantes de Meanguera se asentarían en el partido o tenencia de Nacaome. Posteriormente en 1686 un grupo de piratas franceses atacaron el puerto de Santa María de las Nieves de Amapala, en dicho ataque destruyeron el convento franciscano e incendiaron el pueblo, sus habitantes huyeron del pueblo antes del ataque, algunos junto con los anteriores habitantes de Meanguera fundaron la aldea o valle de Amapalita (actualmente cantón Amapalita del municipio de La Unión), otros regresarían a Amapala que verá reducir su población ante el recién fundado embarcadero de la hacienda Sirama hasta convertirse en el cantón Pueblo Viejo. Dentro de la tripulación liderada por Davis y Eaton se encontraba el científico y naturalista William Dampier, el cual describe los sucesos ocurridos en el golfo de Fonseca en el capítulo 5 de su libro "A new voyage round the world" (Un nuevo viaje alrededor del mundo) que fue publicado en Londres en el año de 1697.
El 18 de julio de 1687 el grupo de bucaneros dirigidos por Raveneau de Lussan arribó a la bahía de San Miguel o golfo de Amapala (también llamado de Mapala, actual golfo de Fonseca), desde donde dirigió expediciones de saqueo contra el puerto nicaragüense de El Realejo y las villas de León y Granada; pocas semanas después Lussan y parte de sus seguidores se embarcaron hacia el puerto de Acapulco y el golfo de Tehuantepec. El 15 de diciembre de 1687 -luego de resultar dañadas varias naves piratas en un fallido ataque en esa zona- el grupo de Lussan regresaría al golfo de Fonseca desembarcando en Choluteca; el 27 de noviembre se presentaría una batalla contra un barco español, que terminó siendo abordado por los piratas. El 2 de enero de 1688 -debido al deseo de Lussan y varios de sus seguidores de regresar al mar Caribe- Lussan y sus seguidores hundieron sus barcos en el golfo y atravesaron a pie el territorio desde el golfo hasta el océano Atlántico, donde construyeron nuevas naves y se embarcaron a Francia. Lussan escribiría sobre sus viajes y su estadía en el golfo de Fonseca en su libro "Journal du voyage fait à la mer du Sud, avec les flibustiers de l´Amérique en 1684 et années suivantes" (Diario de viaje hecho en el mar del Sur con los filibusteros de América en 1684) que fue publicado en París en 1689.
A mediados de 1688, los piratas que se habían quedado en el golfo de Fonseca -luego de que Raveneau de Lussan y sus seguidores regresaran a Francia- fueron atacados por los galeones artillados San José y San Francisco de Paula (dirigidos por el capitán Dionisio López de Artunduaga, y que formaban parte de la compañía de Nuestra Señora de Guía de la armada del Mar del Sur), los cuales lograron tomarse 6 embarcaciones y provocaron que los piratas desalojaran el golfo y partieran a pie hacia el mar Caribe. Ambos galeones regresarían en 1692 a cuidar las costas. Con eso se pacificarían las aguas del golfo; aunque se seguirían viendo barcos desconocidos (que no eran de españoles), estos ya no generarían algún malestar a las poblaciones.

### Alcaldía mayor de las provincias de San Salvador, San Miguel y San Vicente
El 28 de abril de 1689 obtiene el poder el capitán José Hurtado de Arria, quién fuese el primero en ser designado como alcalde mayor y teniente de capitán general de las provincias de San Salvador, San Miguel y San Vicente; en 1694 fue sustituido por el capitán José Calvo de Lara, el cual durante su mandato propuso en cabildo abierto fundar un colegio de la compañía de Jesús (jesuitas), sin embargo tal idea no logró concretizarse; está sería la única ocasión en que los jesuitas estuvieron cerca de asentarse en el actual territorio salvadoreño durante la época colonial.
El alcalde mayor José Calvo de Lara ejerció el cargo hasta 1699 cuando fue reemplazado por el comisario general de caballería y caballero de la orden de Santiago Bartolomé Gálvez Corral (que sería padre de Cristóbal de Gálvez Corral y Manuel de Gálvez Corral quienes posteriormente también serían alcaldes mayores de está jurisdicción) el cual solamente ocupó el puesto por 3 años ya que decidió renunciar por motivos de salud.

#### Gobierno de Juan Antonio Ruiz de Bustamante y de Francisco Chacón Medina y Salazar
En 1703 el capitán general de Guatemala Alonso de Ceballos Villagutierre designó como alcalde mayor al maestre de campo Juan Antonio Ruiz de Bustamante, el cual -ante el peligro que suponía una posible invasión pirata- designó al maestre de campo Juan Antonio Ruiz como Gobernador de las Armas en Misión Extraordinaria; por otro lado -debido a que el 14 de julio de 1706 la real audiencia guatemalteca le ordenaba efectuar las multas dadas a las personas que utilizaban indígenas en los obrajes de añil- impuso severas penas a los cultivadores de añil que cometieron irregularidades en la producción y el comercio.
A principios de enero de 1705 el velero St George y la barcaza St John comandadas por los corsarios ingleses William Dampier y William Funnel -provenientes de la alcaldía mayor sonsonateca- atravesaron la costa de está alcaldía mayor observando diferentes accidentes geográficos (el volcán de San Salvador, el volcán de Zacatecoluca, la bocana del río Lempa, la bahía de Jiquilisco y la desembocadura del río Grande de San Miguel) hasta que llegaron al golfo de Amapala o de Fonseca el 26 de enero de ese año, en donde observarían las islas y algunas especies de peces; el 1 de febrero de ese año Funnel y los tripulantes de la barcaza St John partieron rumbo a Guam, mientras que Dampier y los tripulantes del velero St George se quedarían unos días más en el golfo para luego preseguir su camino hacia Suramérica, ambos corsarios llegarían a Inglaterra en 1706; Funnel escribiría todas sus observaciones en el libro "A Voyage Round the World, Containing an Account of Captain Dampier's Expedition into the South Seas in the Ship St George in the Years 1703 and 1704" publicado en Londres en el año de 1707.
El alcalde mayor interino Juan Antonio Ruiz de Bustamante continuó desempeñándose en el cargo hasta el 8 de septiembre de 1706 cuando toma posesión del cargo el capitán de mar y tierra y caballero de la orden de Calatrava Francisco Chacón Medina y Salazar (había sido nombrado por el monarca español en 1704 pero hasta ese año de 1706 tomó posesión); en el año de 1708 los ayuntamientos de San Salvador, San Miguel y San Vicente lo acusaron de malos manejos en su administración, por lo que el 29 de octubre de ese año se ordenó a Francisco Chacón a que saliera de está alcaldía mayor y pasase a la de Sonsonate para que desde allí respondiese a sus cargos. El 14 de noviembre de ese año la real audiencia guatemalteca envió al oidor licenciado Juan Gerónimo Duardo para que -en calidad de juez de visita y teniente de capitán general- hiciese averiguaciones sobre la conducta del alcalde mayor y funcionarios, y para que a su vez revisara la situación en la que estaba la alcaldía mayor; dicha tarea sería iniciado el 4 de septiembre de 1709 y concluiría a finales de 1710. Mientras que el juicio de residencia seguiría debido a que para el año de 1712 todavía se seguían formulando cargos contra Francisco Chacón.

#### Sucesos y alcaldes mayores de 1708 a 1734
En lugar de Francisco Chacón la real audiencia guatemalteca nombró al maestre de campo Nicolás de Segovia Parada y Verdugo quien gobernó de forma interina durante 2 años hasta 1710 cuando fue sucedido por Francisco Rodríguez Franco, el cual fue acusado ante el presidente de la real audiencia por el cura de Chalatenango y el maestre de campo Clemente del Fierro de aprovecharse de los tributos, luego de que el alcalde mayor logró demostrar que tales acusaciones eran falsas la real audiencia guatemalteca expidió una real cédula el 7 de mayo de 1712 en la que se le absolvía de dichos cargos, por ello continuó ejerciendo el cargo hasta 1715.
El 13 de julio de 1710 la reina María Luisa de Saboya -en su calidad de gobernadora en nombre de su esposo el rey Felipe V- había designado al capitán Andrés de Miranda para que sustituyese a Francisco Rodríguez Franco cuando este concluyera el período para el que había sido nombrado (lo que era normal en ese entonces), además se le daba el privilegio de que en caso de muerte o de otro legítimo impedimento pudiese nombrar él o sus sucesores a otra persona para que ejerciese dicho cargo; con base en dicho privilegio Andrés de Miranda no llegó a ocupar el puesto de alcalde mayor y en su lugar nombró como sustituto al capitán Pedro de Oyanarte el cual falleció a finales de 1715 siendo reemplazado por Esteban de Larramendi que ejerció el cargo de alcalde mayor hasta 1718, en ese año Larramendi le dio 2535 pesos al capitán general de Guatemala Francisco Rodríguez de Rivas para que lo conservara en el cargo pero Rodríguez de Rivas lo separó del cargo antes que el rey Felipe V designara a su sucesor; posteriormente en el mismo año de 1718 el rey eligió al coronel José Llanes Robles como sucesor de Larramendi.
El 5 de marzo de 1719 una serie de terremotos devastó San Salvador, San Vicente y varias otras poblaciones; por ello, el 6 de noviembre de ese año el presidente-gobernador y capitán general Francisco Rodríguez de Rivas envió un informe al monarca español donde le comunicaba lo ocurrido, y a la vez proponía medidas para el alivio de la población. Dichas medidas serían aprobadas por el monarca el 20 de febrero de 1723, también cedía los novenos reales (la porción de dinero que recibía el rey del diezmo de los templos) por seis años para la reconstrucción de los templos.
En 1719 debido a razones de salud, el alcalde mayor José Llanes Robles decidió retirarse del cargo y pido al rey Felipe V que nombrara un sustituto para que se desempeñara en los años que le faltaban para completar su período de cinco años; en junio de 1720 el rey Felipe V designó al capitán Pedro de Doralea para sustituir a Robles, iniciando su gobierno en 1721 y ejerciéndolo hasta su fallecimiento en 1723 y en su lugar entró a gobernar de forma provisional al capitán Rodrigo Salgado que se mantuvo en el cargo hasta 1724.
El 20 de junio de 1718 el monarca español nombró al capitán José de Algarate, que también había sido elegido como corregidor de Latacunga en la Real Audiencia de Quito, pero falleció en Panamá antes de tomar posesión; su esposa María Félix de Herrera nombró como sustituto en el cargo de alcalde mayor de San Salvador al capitán de mar y tierra Pedro de Echevers, quién empezó a gobernar en 1724 y ejerció el cargo hasta 1729 cuando fue sucedido por el subteniente de granaderos y caballero de la orden de Santiago Antonio González Manrique; por otro lado, entre el año de 1725 y 1742 se separó el partido de Nacaome de la provincia de San Miguel y se lo unió a la a la Alcaldía Mayor de Tegucigalpa.

#### Gobiernos de los hermanos Gálvez Corral, Isidro Díaz de Vivar y Domingo Soto Bermúdez
En el año 1734 asume el cargo el sargento mayor Cristóbal Marcos de Gálvez Corral, en su nombramiento se consignaba que en caso de que no pudiese terminar su período le cediese el cargo a su hermano Manuel; y así hizo, luego de gobernar dos años y siete meses decidió cederle el gobierno a su hermano el general Manuel de Gálvez Corral (es de mencionar que este y Cristóbal de Gálvez Corral eran hermanos hijos de Bartolomé Gálvez Corral que también fue alcalde mayor).
El 11 de mayo de 1740 -en cumplimiento de la real cédula expedida por el rey Felipe V el 28 de julio de 1739 (en la que solicitaba noticias formales de las provincias americanas) y a la orden del presidente y capitán general de Guatemala Pedro de Rivera y Villalón dada el 2 de abril de 1740 (que en base de la real cédula antedicha, mandaba a todos los gobernantes de las provincias de su jurisdicción a que escribieran una relación sobre la situación de su provincia)- el alcalde mayor Manuel de Gálvez y Corral, que se encontraba en ese momento en la población de Zacatecoluca, ordenó que se cumpliese con lo mandado, poco tiempo después con la información obtenida escribió el libro "Relación Geográfica de la Provincia de San Salvador", donde narra la situación en que se encontraban las poblaciones bajo el dominio de esta alcaldía mayor.
En 1740 fue designado para el cargo Esteban Sánchez Calderón pero nunca llegó a poner un pie en el territorio de la alcaldía mayor; su sucesor fue Isidro Díaz de Vivar, el cual para poder optar a cargos oficiales donó cuatro mil pesos a la tesorería general con sede en Madrid, presentándose a la Real Audiencia de Guatemala el 24 de marzo de 1744, durante su mandato la real audiencia guatemalteca -por real provisión dada el 25 de mayo de 1747- ordenó que para evitar la propagación del vicio de la embriaguez se le autorizaba al alcalde mayor proceder con todo rigor contra los fabricantes de aguardiente clandestino; Isidro Díaz continuó ejerciendo el cargo hasta 1751.
El 12 de agosto de 1750 el rey Fernando VI designó como alcalde mayor a Domingo Soto Bermúdez (debido a sus servicios prestados y a que -para optar a cargos oficiales- había donado 4600 pesos) presentándose a la audiencia en agosto de 1751, nombrando como tenientes de alcalde mayor en sus respectivo partido a: Martín Álvarez de Heredia en el partido de Cojutepeque, José García en el partido de Zacatecoluca, a José Montés de Oca en el partido de Santa Ana y a Francisco García en el partido de Chalatenango; para resolver los problemas que esos lugares se presentaban, ejerciendo el cargo hasta 1756 cuando fue sucedido por el capitán Manuel Amate el cual fue designado para un gobierno interino de 1 año.

#### Gobierno, destitución y restitución de Bernabé de la Torre Trasierra, y gobierno de varios alcaldes mayores interinos
El 7 de febrero de 1757 se presentó ante la real audiencia guatemalteca Bernabé de la Torre Trasierra (para recibir la juramentación del cargo de alcalde mayor), el cual -debido a la donación de 4600 pesos que había dado en calidad de ayuda a la tesorería general en Madrid- había sido nombrado para el cargo por real cédula del rey Fernando VI dada el 24 de octubre de 1746 para sustituir a Estebán Sáchez Calderón, pero debido a que tuvo que hacer viajes de negocios al Brasil y Perú no tomó posesión de su cargo sino hasta 1757.
A diferencia de varios de sus predecesores que dependían de los financiamientos de los comerciantes de Guatemala para la producción de añil, Trasierra tenía el suficiente capital para financiar por sí mismo la producción de añil por lo tanto no estaba dispuesto a reconocer los acuerdos hechos por sus predecesores con la élites locales, por ello prohibió a los alcaldes ordinarios de San Salvador, San Vicente y San Miguel a que juzgaran a los soldados mulatos y que repartieran indígenas a las haciendas; con ello consiguió el monopolio sobre los trabajadores, a su vez monopolizo el comercio de algodón y el comercio con los pueblos de indios, destruyendo de esa forma la red comercial en la que participaban las élites locales. Por ello los cabildos de San Salvador, San Vicente y San Miguel lo acusaron en varias ocasiones ante la Real Audiencia de Guatemala. En agosto de 1759 se envió al oidor Juan Antonio Velarde como juez de pesquisa, con lo que dio inicio el juicio contra el alcalde mayor; el 22 de enero de 1760 la real audiencia guatemalteca le ordenó a Trasierra que dejase el cargo y partiese hacia la ciudad de Sonsonate, desde donde se trasladaría a la ciudad de Santiago de Guatemala donde permanecería durante 12 años respondiendo y recusando las demandas de sus delatores.
Entre la destitución de Trasierra en 1760 y 1765 ocuparon el puesto de alcalde mayor primeramente el coronel y comerciante de Guatemala Francisco Ignacio Chamorro, luego Manuel Fadrique y Goyena y posteriormente José Jacinto Palomo y Rodríguez, el cual es sustituido en 1765 por Cristóbal Marcos de Gálvez y Corral, quien fue nombrado por el rey Carlos III (debido a solicitud hecha por él, por encontrase con problemas financieras) para ocupar por segunda vez ese cargo -para ejercerlo de manera interina por un período de 10 años, pudiendo nombrar como sustituto a su hermano u otro pariente en caso de no poder terminar dicho período- pero tuvo que retirarse en 1765 siendo reemplazado por su yerno (debido a que su hermano no estaba en disposición) Manuel Fadrique y Goyena, quién estaba casado con María Gertrudis de Gálvez Cilieza y Velasco (hija de Cristóbal de Gálvez Corral), el cual ocupó por segunda vez ese cargo.
En 1771 el rey Carlos III de España ordenó la reinstalación de Bernabé de la Torre Trasierra en el cargo de alcalde mayor, para ese entonces Trasierra estaba en bancarrota económica y a la vez estaba enfermo por lo que dependió del financiamiento de los comerciantes de Guatemala, ejerciendo el cargo de alcalde mayor hasta su muerte acaecida en 1773. Siendo nombrado en su lugar al teniente de infantería Rafael de Benavides el cual declinó el cargo debido a no poder la fianza que era requisito para la toma de posesión, por lo que en su lugar fue nombrado el capitán Francisco Antonio de Aldana y Guevara, este en 1774 propuso al rey organizar el territorio de la alcaldía mayor en 5 circunscripciones (San Salvador, San Miguel, San Vicente, Santa Ana y Osicala) posteriormente y en ese mismo año fue sustituido por el coronel Melchor de Mencos quien gobernó hasta 1777 terminando el período de 5 años para el que había sido designado Bernabé de la Torre Trasierra.

#### Tercer gobierno de Manuel Fadrique y Goyena y creación de la Intendencia de San Salvador
El 18 de septiembre de 1776 el rey Carlos III designó a Manuel Fadrique y Goyena como alcalde mayor para finalizar el período de 10 años otorgado a Cristóbal de Gálvez Corral (de los cuales ya habían ejercido con anterioridad 6 años, 7 meses y 7 días; por lo que les faltaba 3 años, 4 meses y 23 días); en marzo de 1777 recibiría su juramentación en la real audiencia guatemalteca.
En 1777 -para remediar las dificultades en las recolección de alcabalas y basándose en las propuestas del administrador de alcabalas del reino de Guatemala- el rey dispuso que se estableciera cuatro administraciones de alcabalas subordinadas a la administración general (que llevaba por nombre superintendencia general de alcabalas). Una de dichas nuevas administraciones tendría su sede en San Salvador y se encargaría de asegurar la recolección de alcabalas en esta alcaldía mayor y en la de Sonsonate; dicha administración estaba compuesta por un administrador, un interventor, un oficial de libros, cuatro guardas con sus respectivos cabos, y sujetos encargados en las ciudad de San Vicente, San Miguel y Sonsonate. El primer administrador de alcabalas de San Salvador fue Bernardo Martínes de Soto Mayor, quién fue designado por el superintendente general el 18 de junio de 1777.
Para 1778 la propuesta del exalcalde mayor Francisco Antonio de Aldana sobre partir está alcaldía mayor había sido elevada hasta el rey, el cual pidió el parecer de la real audiencia guatemalteca y está a su vez solicitó la opinión del ayuntamiento de la ciudad de San Salvador, por lo que este presidido por los alcaldes Diejo Joseph de Fagoaga (alcalde ordinario de primer voto) y Pablo Gonzáles (alcalde ordinario de segundo voto) se reunió el 19 de junio de 1778 en donde en cabildo acordaron que lo mejor era dejar la jurisdicción tal y como se encontraba.
El 7 de enero de 1779 el ayuntamiento de la ciudad de San Salvador envió al monarca español una memoria en donde mencionan las obras llevadas a cabo por el alcalde mayor Manuel Fadrique y Goyena; en dicha memoria mencionan que el alcalde mayor limpió la ciudad de San Salvador de ladrones, promovió la siembra de maíz en todos los pueblos de la alcaldía mayor, empedró y niveló todas las calles de la ciudad de San Salvador, introdujo fuentes de agua en la ciudad capital (en lo que gastó 515 pesos de su bolsillo), estableció la renta de correo, administró bien las alcabalas, nombró dos ayudantes para que instruyeran el ejercicio del ejército, pagó con su propio dinero la vestimenta obligatoria de cuatro compañías de la ciudad de San Salvador, y empedró las calles e hizo cárceles nuevas en Santa Ana, Zacatecoluca, San Miguel y San Vicente.
En 1779, España le declaró la guerra a los británicos, uniéndose a la guerra de independencia de los Estados Unidos. Como parte de este conflicto, el presidente-gobernador y capitán general Matías de Gálvez movilizó las tropas del reino para abrir nuevos frentes de batalla contra los ingleses, buscando recuperar territorios que habían sido arrebatados con anterioridad. Entre las tropas de Gálvez, procedentes de la alcaldía mayor, se encontraban: el batallón de San Salvador, compuesto por 300 soldados que fueron uniformados por el alcalde mayor Goyena; y el batallón de Santa Ana, integrado por 200 soldados, a cargo del coronel Josef de Navas, quien se aseguró de uniformarlos y de costear las banderas, cajas de guerra y pífanos. En esa guerra, ambos batallones participaron en la batalla de San Fernando de Omoa en 1779, luego en la batalla de la Cribá, y más adelante en la batalla de Roatán librada el 16 de abril de 1782.
Tras concluir el período de 3 años, 4 meses y 23 días; Goyena fue ratificado por el monarca español para seguir en el cargo por 5 años como alcalde mayor propietario. En 1783, debido a sus méritos, Goyena fue nombrado como coronel del regimiento de milicias de San Salvador.
El 6 de septiembre de 1782, el presidente-gobernador y capitán general Matías de Gálvez crearía el Montepío de cosecheros de añil, para brindarle créditos a los productores de ese producto.
En el año de 1785, por las reformas impulsadas por la dinastía de los Borbones (específicamente la implementación del sistema de Intendencias), la Alcaldía Mayor de San Salvador dejó de existir dando paso a la intendencia de San Salvador, debido a que se estaba tramitando el nombramiento de José Ortiz de la Peña (primer intendente de San Salvador, que había sido nombrado por el rey Carlos III el 17 de septiembre de 1785), el alcalde mayor Manuel Fadrique y Goyena continuó ejerciendo el cargo hasta la llegada de Ortiz en 1786, siendo por lo tanto Goyena el último alcalde mayor.

## Gobierno

### Alcalde mayor
El monarca español elegía -según recomendaciones del Real Consejo de Indias- a una persona de sexo masculino para que se hiciese cargo del gobierno como alcalde mayor, por lo general eran electos para un período de 5 años y contaban con un salario de 500 pesos (en los siglos XVI y XVII) que iría aumentando en el trascurso del siglo XVIII hasta llegar a ser de 827 pesos en los últimos alcaldes mayores.
Cada uno de ellos eran originarios de España, por lo que tenían que llevar a cabo el viaje a América (que se tomaba alrededor de 5 meses), tras lo cual se presentaban en la sede de la real audiencia guatemalteca donde pagaban la media anata (dinero que servía para el juicio de residencia al final del período de alcalde mayor, a todos los funcionarios se les llevaba a dicho juicio para que se investigase como fue dicha gestión y pudiese darse por enterrado el monarca y el real consejo de Indias de como se habían desempeñado los funcionarios), luego de ello se le hacía juramento de toma de posesión y se le enviaba a la cabecera de la alcaldía mayor, en donde se presentaba ante el cabildo para tomar posesión de su cargo.
En caso de que el puesto estuviese vacante (es decir vacío, ya sea porque había concluido el período de un alcalde mayor y no había llegado su sucesor, o porque el alcalde mayor en turno había renunciado al cargo o fallecido, o que hubiese sido destituido y enviado a juicio por problemas en su administración) la real audiencia nombraba a una persona de sexo masculino para que se hiciese cargo del gobierno, por lo general tales nombramientos eran de un año o hasta que llegase el sucesor nombrado por el rey; estos son mencionados en los documentos con el título de justicia mayor, ya que el título de alcalde mayor solo podía darlo el rey; debido a que ambos títulos son sinónimos en este artículo a estos funcionarios se los menciona como alcaldes mayores (mencionando claramente que son interinos o nombrados por la real audiencia).
Los alcaldes mayores portaban la vara alta de justicia que los acreditaban como justicias mayores (es decir el más alto funcionario encargado de la administración de justicia en su jurisdicción), por lo que ejercían como jueces de segunda instancia -dando apelación en una sentencia ya dada-; además de ello presidían las reuniones del cabildo de la ciudad capital y podían nombrar tenientes que les ayudaran en tareas de gobierno. Tenían que visitar los distintos territorios de su jurisdicción cada cierto tiempo, en el caso de San Salvador tenían también que visitar los obrajes de añil, para asegurar que su cumpliera la ley en todo el territorio.
A partir de la década de 1610s podían ostentar el título de tenientes de capitán general (sobre todo los alcaldes mayores nombrados por la real audiencia guatemalteca), como tal llevaban una jineta (lanza corta con la punta de hierro de color dorado y con borlas entre el hierro y el asta -parte de madera de una lanza-) que los acreditaban como el principal líder militar de su territorio (cuyas milicias estarían compuestas primeramente por voluntarios, y a partir de 1673 con cuerpos de infantería y caballería entrenados y capacitados); desde 1648 los alcaldes mayores propietarios (es decir aquellos nombrados por el rey) podían llevar la jineta y dicho título si la situación así lo requería, debido a la problemática de la piratería y la necesidad de defender el territorio todos los alcaldes mayores llevarían dicho título.
Otros funciones, según la instrucción a los alcaldes y corregidores de la Nueva España de 1561 (que también aplicaba a la jurisdicción de la Real Audiencia de Guatemala), eran: dar lectura al juramento al asumir el cargo y leerlo periódicamente; supervisar las elecciones de gobernadores, alcaldes, y oficiales de los cabildos o ayuntamientos; escuchar a las partes en conflicto en un juicio; observar el buen trato a los indígenas y procurar la enseñanza de la doctrina cristiana; guardar las penas de ordenanza hasta que los indígenas fuesen pagados por los daños recibidos; propiciar que los indígenas cultiven sus campos de cultivos; procurar el arreglo de los caminos sin causar problemas a los indígenas; enviar relación sobre la compra de bastimentos (conjunto de provisiones para el mantenimiento de las poblaciones) a precios bajos; realizar cuentas de bienes de comunidad y sobras de tributo una vez cada dos meses; velar para que los indígenas no tengan armas, caballo con silla y freno; elaborar las tasaciones de los pueblos; cuidar que no se fabrique pulque y castigar las borracheras y pecados públicos.

### Tenientes de alcalde mayor
A partir del siglo XVII, los alcaldes mayores nombrarían tenientes de alcaldes mayores en poblaciones que tenían una extensión y población española considerable, la jurisdicción de dichos tenientes se extendía a poblaciones vecinas que junto con la cabecera conformaban una tenencia o partido. Ellos eran nombrados generalmente para un período de 5 años, prestaban juramento en la sede de la Real Audiencia de Guatemala, pagaban la media anata, e iban a juicio de residencia al terminar su período.
Su función era ser jueces de primera instancia (en aquellos lugares que no había otro ente judicial) y de segunda instancia -dando apelación en una sentencia ya dada-; sin embargo, había ocasiones en que buscaban llevar la primera instancia en aquellas lugares con alcaldes de la santa hermandad (nombrados por los ayuntamientos), lo que les llevaba a conflictos con estos que tenían que ser solucionados por la Real Audiencia. Por otro lado, en las tenencias o partidos de San Salvador, San Vicente y San Miguel, al ser cabecera de provincia y contar con cabildo, el alcalde de primer voto recibía además el título de teniente de alcalde mayor.

### Ayuntamientos
Como se dijo anteriormente, esta alcaldía mayor se formó de la unión de la provincia de San Salvador, la provincia de San Miguel y la de Choluteca, que eran gobernadas por los alcaldes ordinarios de su respectivo cabildo o ayuntamiento  (ubicado en la población de la cual proviene su nombre); dichas provincias continuarían existiendo dentro de la alcaldía mayor. Posteriormente en 1658 se formó la provincia de San Vicente -que tenía por cabecera la población homónima y abarcaba la actual zona paracentral salvadoreña-. Cada una de las provincias continuaría siendo la jurisdicción municipal de su respectivo cabildo o ayuntamiento.
Cada ayuntamiento contaba con: dos alcaldes ordinarios (que eran llamados alcalde de primer voto y alcalde de segundo voto), un alférez, de cuatro a ocho regidores, un alguacil mayor y otros cargos que se fueron añadiendo posteriormente.
Para ser miembro del ayuntamiento o cabildo se requería: ser español (peninsular o criollo); saber leer y escribir; estar avecindados en la población; además de que se tendrían en cuenta a los descendientes de los descubridores, conquistadores y primeros pobladores; y no podían ocupar algún cargo aquellos que tuviesen deuda con la hacienda Real.
Los alcaldes tenían que ejercer como juez de paz -resolver asuntos de menor cuantía- y de primera instancia -dar sentencia de inocencia o culpabilidad-; y a su vez, el alcalde de primer voto ostentaba el título de teniente de alcalde mayor, por lo que también era juez de segunda instancia -daba apelación en una sentencia ya dada- (lo que también podía hacer el propio alcalde mayor). Además de ello, ambos tenían que: aprehender a los delincuentes, vagos y ociosos; visitar una vez por semana las cárceles de ambos sexos; practicar rondas alrededor de la población auxiliándose de la milicia; sustituir al alcalde mayor cuando este estuviese ausente; velar por los propios (ingresos provenientes del alquiler de tierras), los empedrados de las calles, las aguas, la limpieza de las poblaciones, los establecimientos de escuelas, lavaderos públicos, hospitales, etc. Eran elegidos cada año por los regidores del cabildo anterior, sin posibilidad de ser reelegidos hasta 2 años después; tomando posesión los primeros días de enero.
En un principio, los demás miembros del ayuntamiento (que no fuesen los alcaldes) eran designados por el cabildo anterior. Pero a partir de la década de 1580 el rey Felipe II autorizaría que fuesen dados al mejor postor; por lo que a partir de ahí todos los cargos (excepto el de alcalde) serían vendibles, pudiéndose ejercer a perpetuidad y ser heredados, a su vez los funcionarios podían renunciar y transferir dichos cargos a otra persona.
El ayuntamiento proponía las medidas económicas en pleno, y eran los regidores los encargados de implementarlas. Así los regidores se encargaban de: administrar los fondos de propios y arbitrios; supervisar el abastecimiento de sus poblaciones; supervisar el comercio, controlando los pesos y medidas de los productos (que era lo que realizaba el fiel ejecutor, oficio desempeñado por todos los regidores alternándose uno cada mes); vigilar e inspeccionar las obras públicas, el establecimiento de escuelas de primeras letras, el aseo y salubridad de sus poblaciones, etc.
El ayuntamiento nombraba en aquellas poblaciones con gran número de españoles (peninsulares o criollos) a "alcaldes de la santa hermandad", quienes se encargaban de administrar justicia en las áreas rurales (ya sean pueblos, haciendas, sitios, etc.), en donde ejercían la primera instancia - es decir dictando sentencia de inocencia o culpabilidad- únicamente en casos referentes a españoles; y cuya posición podía ser ocupados por los mismos encomenderos (es decir aquellas personas encargadas en un primer momento del bienestar y la recolección de tributos en las poblaciones indígenas, posteriormente desde el siglo XVII serían solo beneficiarios de las ganancias monetarias obtenidas de los productos tributados). Sin embargo, a partir de la década de 1580 fue un oficio vendible; por lo que a partir de entonces la posición de alcalde de la santa hermandad sería ocupado mayoritariamente por mercaderes. Posteriormente, a cada uno de los barrios -de las cabeceras de provincias- se les permitiría tener también sus propios alcaldes nombrados por su respectivo cabildo.

### Curatos, pueblos de indios y de ladinos
Desde finales del siglo XVI y principios del siglo XVII se formaron los curatos dentro de las provincias que agrupaban varias poblaciones alrededor de la parroquia de un pueblo principal y que tenían una función tanto religiosa como administrativa.
Dentro de los curatos y en cada una de las poblaciones indígenas (llamados pueblos de indios en los documentos de esa época), debido a las leyes nuevas de 1542, se les reconocería a las familias principales (descendientes de las familias de la nobleza nativa prehispánica) a estar libres de tributo, tener sus propias tierras, recibir una porción del tributo de los indígenas del común o tributarios, y tener la oportunidad de contar con una educación formal en las universidades. Entre ellos estaba el cacique (que en el caso de que en la jurisdicción de dicha población hubiese otros asentamientos, el de la población principal recibía el título de cacique gobernador), a quienes se les daría el mismo tratamiento que la nobleza española, su condición sería vitalicia y transmitida por sangre, y gozarían de privilegios propios de los españoles (poseer armas, monturas o vestir como los españoles), con el pasar del tiempo su figura iría desapareciendo en varias poblaciones.
También se le permitiría a los pueblos indígenas contar con su propio cabildo, que ejercía durante un año y cuyos miembros estarían exentos de tributo durante el año que oficiaban. El cabildo estaba conformado por un alcalde (cuando en la población había más de 80 casas se nombraba a dos alcaldes), de 2 a 4 regidores, 2 alguaciles (uno mayor y uno menor) y un escribano. Quienes serían los encargados de representar a los indígenas ante la autoridad española y de vigilar el buen comportamiento de los indígenas pudiendo meter a cualquier persona (indígena o incluso de origen africano) a la cárcel de la población.
Para ser parte del cabildo de indios, se requería: ser indígena puro de padre y madre; hablar castellano; ser buen cristiano y no vicioso; y no haber sido miembro en los tres años anteriores al nombramiento. En algunos casos eran designados por los indígenas principales y en otras por los tributarios sin deuda y con casa poblada. Aunque generalmente estaban compuestos por personas de las familias distinguidas, también podían lo podían conformar los tributarios. Tomaban posesión a inicio de enero de cada año.
Los miembros de los cabildos de indios se encargarían de vigilar el trabajo realizado por los tributarios en las tierras destinadas para fondos de la comunidad; repartir a los tributarios para las obras públicas de la localidad o para las labores en las haciendas (lo que se conoce como repartimiento); supervisar los mercados y distribución de agua; vigilar las tierras comunales; visitar las cárceles; elaborar los padrones; vigilar las tabernas; etc.
En el siglo XVIII, también se les permitiría a los ladinos (palabra que aglutinaba a los indígenas que se vestían y hablaban como españoles, mestizos y demás castas, afrodescendientes libres, e incluso españoles pobres) tener su propio alcalde cuando tenían más de 10 habitantes (y dos alcaldes cuando hubiese más de 20 habitantes), además de un síndico (solamente cuando hubiese más de 30 pobladores) y un escribano.

## División administrativa
Para su administración esta alcaldía mayor estaba dividida en varias provincias (siendo cada una de ellas la jurisdicción municipal de su respectiva cabecera), estas estaban divididas en tenencias o partidos (que estaban a cargo de un respectivo teniente de alcalde mayor), que a su vez se encontraban divididos en curatos (conformados por diversos pueblos que se encontraban alrededor de la parroquia del pueblo principal).
Las provincias, con sus respectivos partidos y curatos eran:
| Provincias   | Partidos     | Curatos |
| ------------ | ------------ | --- |
| San Salvador | San Salvador | San Salvador, Suchitoto, Tonacatepeque, Olocuilta, Mazaguat, Texaguangos, San Jacinto, Mexicanos y Ateos (actualmente cantón de Sacacoyo); además de las poblaciones de San Lucas Cuisnahuat, San Miguel Mizata (actualmente cantón de Teotepeque), Santa Isabel Zapotán (actual Santa Isabel Ishuatán), San Julián Cacaluta que en lo religioso formaban parte del curato de Guaymoco (siendo esta población parte de la alcaldía mayor de Sonsonate) |
| San Salvador | Santa Ana    | Santa Ana Grande, Opico, Texistepeque, Metapán y Chalchuapa |
| San Salvador | Chalatenango | Chalatenango y Tejutla |
| San Salvador | Cojutepeque  | los pueblos de Cojutepeque, San Pedro Perulapán, San Bartolomé Perulapía, San Martín, Ilobasco, Sensuntepeque, Guacotecti, Puebla de Titiguapa, Apastepeque e Istepeque (que en el siglo XVII no conformaban un curato sino que estaban administrados por la orden de los dominicos, posteriormente todas las poblaciones excepto las últimas cinco conformaron el curato de Cojutepeque; en cambio, Puebla de Titiguapa, Sensuntepeque e Ilobasco se integraron en el curato de Titiguapa, mientras que Apastepeque e Istepeque pasaron a formar parte del curato de San Vicente cuando este se formó en 1658; este curato y el de Titiguapa pasaron a formar parte de la provincia y partido de San Vicente que también se formó en 1658) |
| San Vicente  | San Vicente  | San Vicente, y las poblaciones de Sensuntepeque, Guacotecti y Puebla de Titiguapa (que después conformaron él curato de Titiguapa) |
| San Vicente  | Zacatecoluca | Zacatecoluca y Nonualco. |
| San Miguel   | San Miguel   | San Miguel, Osicala, Gotera y Yayantique |
| San Miguel   | Usulután     | Usulután y Ereguayquin |
| Choluteca    | Choluteca    | Choluteca (perteneció a la alcaldía mayor de San Salvador hasta 1672) |
| Choluteca    | Nacaome      | Formado por las poblaciones de Nacaome, Guacirope, Cocigma, Pespire, Tapatoca, Nacaracco, Lamepan, Valayjaula, Goascorán Lacatoca, Liqueyococo, Langue, Zapiquer y Aramecidia (Aramecina), todos ellos de la Guardianía o Convento Franciscano de San Andrés Nacaome que después pasaron a formar el curato de Nacaome (tras integrarse el partido de Choluteca a la Alcaldía Mayor de Tegucigalpa, el partido de Nacaome pasó a formar parte de la provincia de San Miguel hasta 1725 cuando también pasó a la Alcaldía Mayor de Tegucigalpa). |

### Evolución administrativa

En verde la provincia de San Salvador (territorio original de la alcaldía mayor) y en café claro y café oscuro respectivamente las provincias de San Miguel y Jérez de Choluteca (añadidas en 1586), está última permanecería hasta 1602
Partido o Tenencias de la Alcaldía Mayor de San Salvador desde 1579 a 1602
Provincias de la Alcaldía Mayor de San Salvador de 1658 a 1725
Partidos o Tenencias de la Alcaldía Mayor de San Salvador desde 1658 hasta 1672
Partidos o Tenencias de la Alcaldía Mayor de San Salvador desde 1672 a 1725
Provincias de la Alcaldía Mayor de San Salvador desde 1725 a 1785
Partidos o Tenencias de la Alcaldía Mayor de San Salvador desde 1725 a 1785

## Organización religiosa
El primer cura párroco de San Salvador fue Pedro Ximénez, quien fuese uno de los fundadores de la villa de San Salvador en 1528, en 1529 fue reemplazo por Francisco Hernández y este a su vez, sería reemplazado en 1530 por Antonio González Lozano, de esa forma inició la tarea evangelizadora. Es de mencionar que la Corona española obtendría de la Santa Sede el derecho a patronato regio sobre las instituciones eclesiásticas en los territorios americanos bajo dominio español, por lo que la Iglesia católica en la América española -durante todo el transcurso de la época colonial- vendría a ser una iglesia nacional con autonomía en donde el monarca tendría la facultad de realizar fundaciones eclesiásticas, nombrar obispos y párrocos (así como determinar el salario de estos), supervisar el cobro y distribución de diezmos, y lo necesario para la construcción de iglesias, conventos, escuelas y hospitales.
En 1551 se fundó el convento de la orden de los dominicos en San Salvador y en 1575 se fundaron los conventos de la orden de San Francisco o Franciscanos en San Salvador y San Miguel; estas dos órdenes religiosas serían importantes en la evangelización cristiana a los indígenas, ambas atendieron a varios poblaciones indígenas que tenían el carácter de doctrinas y que eran administrados por las mismas órdenes a través de doctrineros; específicamente y según la orden y convento, los pueblos que administraron y tenían por doctrinas fueron:
- Orden de Santo Domingo o Dominicos
  - Convento de San Salvador: San Miguel Ilobasco, San Cristóbal Istepeque, Guacotecti, Sensuntepeque, Santiago Apastepeque, San Pedro Perulapán, San Martín Perulapán, San Bartolomé Perulapía, San Nicolás Tonacatepeque, Santos Inocentes de Cuzcatlán (Antiguo Cuscatlán), Huizúcar, San Juan Cojutepeque, Puebla de Titiguapa (Dolores), Ayutuxtepeque, San Jacinto, Mexicanos, San Cristóbal Ilopango Santiago Soyapango, San Sebastián Texincal, Santiago Aculhuacan y Nuestra Señora de la Asunción Paleca (estos últimos tres están unidos en el municipio de Delgado)
- Orden de San Francisco de Asís o Franciscanos
  - Guardianía o Convento de San Salvador: Santiago Texacuangos, Santo Tomás Texacuangos y San Marcos Cutacúzcat
  - Guardianía o Convento de San Esteban Texistepeque: San Esteban Texistepeque, Atempa, Masahuat, Chiconhuezo (Nueva Concepción), Guijac y San Pablo Tacachico
  - Guardianía o Convento de San Miguel: Ereguayquín, Xerevaltique, Guaxcatique, Intipucá, Yayantique, Monleo (estas tres posteriormente pasarían a la guardanía de Amapala), Jucuarán, Chilanga, Torotique, Coloantique, Ciramayroca, Amapala (este posteriormente sería sede de su propia guardianía), Yoayqui, Jocoro, Uluazapa, Comacarán, Diancinga, Gueimetique y Elenguaiquin.
  - Guardanía de San Andrés Nacaome: Nacaome, Guacirope, Cocigma, Pespire, Tapatoca, Nacaracco, Lamopan, Valayjaula, Pasaquina, Poloros, Nicomonguiya (estos tres posteriormente pasaron a la Guardanía de San Miguel), Lacotocaca, Goascorán, Liqueyocco, Zapiquer, Aramicidia y las islas (específicamente Conchaguita y Meanguera, dentro de las cuales estaban los pueblos de Teca y Conchagua en la primera, y Meanguera en la segunda, estas posteriormente pasarían a la guardanía de Amapala)
  - Guardanía o Convento de Amapala: Amapala, Santa Ana de la Teca, Santiago de Conchagua, Santa María Magdalena de Meanguera, Concepción Intipucá, San Juan Yayantique y Santa María Magdalena de Monleo.[1][50]

Otra orden monástica que se establecería en el territorio de está alcaldía mayor sería la orden de Nuestra Señora de la Merced o Mercedarios, cuyo convento fue establecido en 1594 pero sería inaugurado hasta el año de 1623, posteriormente dicha orden abriría un convento en la ciudad de San Miguel que existiría hasta finales del siglo XVIII.
En la segunda mitad del siglo XVI y principios del siglo XVII, se empezaron a construir parroquias en los pueblos que no estaban bajo de alguno de los conventos de las órdenes religiosas, con lo que se conformaron curatos compuestos por una cabecera (donde estaba la parroquia central) y varios pueblos anexos; a mediados del siglo XVIII se empezaron a suprimir las doctrinas que tenían las órdenes religiosas, siendo sustituidas tales doctrinas por el clero diocesano (párrocos y vicarios) por lo que los pueblos bajo la administración de los conventos pasan a conformar curatos normales compuesto por una cabecera y varios pueblos anexos; tras esto los curatos pasan a reunirse en varias provincias eclesiales.
Según el obispo Pedro Cortés y Larráz, en 1768 está alcaldía mayor se dividía en 5 provincias eclesiásticas y 26 curatos, tales provincias y sus respectivos curatos de está alcaldía mayor eran:
| Provincias   | Curatos          | Anexos |
| ------------ | ---------------- | --- |
| San Salvador | San Salvador     | Cuscatoncingo, Paleca, Apopa, Nexapa, Quesaltepeque y Guazapa                                                                 |
| San Salvador | Cojutepeque      | Hilibasco o Hilobasco, San Pedro Pesulapan, San Bartolomé Perulaguilla, y San Martín Perulagilla                              |
| San Salvador | Suchitoto        | Tenancingo y Jucuapa |
| San Salvador | Tonacatepeque    | Soyapango y Xilopango |
| San Salvador | Olocuilta        | San Juan de Taopa y Santa Catharina                                                                                           |
| San Salvador | Mazaguat         | Santa María Magdalena Tapalhuaca. San Francisco Chinameca, San Antonio Matzahuar, San Juan Tepezontes y San Miguel Tepozontes |
| San Salvador | Texacuangos      | Santiago y San Marcos |
| San Salvador | San Jacinto      | Panchimalco, Guisucar y Guscaltan                                                                                             |
| San Salvador | Mexicanos        | Aculhuaca, San Sebastián y Ayustatepeque                                                                                      |
| San Miguel   | San Miguel       | Villa de Chapeltique y los pueblos de Quelapa y de Moncagua                                                                   |
| San Miguel   | Usulután         | Santa María, Xiquilisco, Tecapa, Jucuapa, Chinameca y Lolotique                                                               |
| San Miguel   | Osicala          | Miauguera, Yolosiquin, Jocoaitique, Torola, Perquin, Arambala, Gualacote, Sensimon, Cacaguatique, Sesore y Cacaupera          |
| San Miguel   | Gotera           | Chilanga, Lolotiquillo, Senceinbla, Yamahar, Guatiyagua, Anamorós, Polorós y Lislic                                           |
| San Miguel   | Ereguayquín      | Mexicapa, Jucuaran, Uluazapa, Comacaran, Juanayquin y Jocoro                                                                  |
| San Miguel   | Yayantique       | Conchagua, Amapala e Intipuca                                                                                                 |
| San Vicente  | San Vicente      | Istepeque y Apastepeque |
| San Vicente  | Zacatecoluca     | Analco y Tecoluca |
| San Vicente  | Nunualco         | San Juan, San Pedro y Santa María Ostuma                                                                                      |
| San Vicente  | Titiguapa        | Sensumtepeque y Guacotecti |
| Santa Ana    | Santa Ana Grande | Santa Lucía y Coactepeque |
| Santa Ana    | Opico            | San Pablo Tacachico, Jayaque, Tepecollo y Sacacollo                                                                           |
| Santa Ana    | Texistepeque     | San Juan Atecpan Mazagua y San Pedro Chicumquezal (este último Cortés y Larráz lo trasladaría al curato de Tejutla)           |
| Santa Ana    | Metapán          | San Pedro Metapán (no había otros pueblos en el curato, pero sí que se encontraban varios valles (caseríos) y haciendas)      |
| Santa Ana    | Chalchuapa       | Santiago Chalchuapa y Atiquisalla                                                                                             |
| Chalatenango | Chalatenango     | Arcatao, Techonchongo y Tesallepeque                                                                                          |
| Chalatenango | Tejutla          | Sitala |

Por otro lado, las poblaciones de Ateos (actualmente cantón de Sacacoyo), Talnique, Chiltiupán, Tamanique, Jicalapa, Comasagua y Teotepeque (que conformaban el curato de Ateos), y las poblaciones de San Lucas Cuisnahuat, San Miguel Mizata (actualmente cantón de Teotepeque), Santa Isabel Zapotán (actual Santa Isabel Ishuatán) y San Julián Cacaluta (que en lo religioso formaban parte del curato de Guaymoco -siendo esta población parte de la alcaldía mayor de Sonsonate-), formaban parte de la provincia eclesiástica de Sonsonate.